# Liste der Nummer-eins-Hits in den britischen Charts (2012)
Dies ist eine Liste der Nummer-eins-Hits in den britischen Charts im Jahr 2012. Sie basiert auf den Official Singles Chart Top 100 und den Albums Chart Top 100, die von der Official Charts Company ermittelt werden. Es gab in diesem Jahr jeweils 36 Nummer-eins-Singles und -Alben.

## Singles
| ← 2011 ← | Liste der Nummer-eins-Hits in den britischen Charts | Liste der Nummer-eins-Hits in den britischen Charts | Liste der Nummer-eins-Hits in den britischen Charts | 2013 →                    |
| \| Zeitraum \| Wo. ges. \| Interpret \| Titel Autor(en) \| Zusätzliche Informationen \| \| (Zeitraum, Wochen auf Platz eins, Interpret, Titel, Autor[en], zusätzliche Informationen) \| \| \| \| \| \| ----------------------------------------------------------------------------------------- \| -------- \| ------------------------------------- \| ------------------------------------------------------------------------------------------------------------------------------------------------------------------------------------------------------------------------------------------------------------------------------------------------------------------------ \| ------------------------- \| \| 1. Januar 2012 – 7. Januar 2012 1 Woche \| 1 \| Coldplay \| Paradise Christopher Anthony John Martin, Guy Rupert Berryman, Jonathan Mark Buckland, William Champion, Brian Peter George Eno \| – \| \| 8. Januar 2012 – 14. Januar 2012 1 Woche \| 1 \| Flo Rida \| Good Feeling Leroy Kirkland, Pearl Woods, Etta James, Tim Bergling, Lukasz Gottwald, Tramar Dillard, Breyan Stanley Isaac, Arash Andreas Pournouri, Henry Russell Walter \| – \| \| 15. Januar 2012 – 28. Januar 2012 2 Wochen \| 2 \| Jessie J \| Domino Max Martin, Lukasz Gottwald, Henry Russell Walter, Jessica Ellen Cornish, Claude Kelly \| – \| \| 29. Januar 2012 – 4. Februar 2012 1 Woche \| 1 \| Cover Drive \| Twilight Andreas Romdhane, Josef Larossi, Ina Christine Wroldsen, Karen Amanda Reifer, Thomas Ray Anthony Armstrong, Barry Patrick Hill, Jamar Angelo Harding \| – \| \| 5. Februar 2012 – 11. Februar 2012 1 Woche \| 1 \| David Guetta feat. Sia \| Titanium Musik: David Guetta, Giorgio Hesdey Tuinfort, Nick L. van de Wall; Text: Sia Kate Furler \| – \| \| 12. Februar 2012 – 18. Februar 2012 1 Woche (insgesamt 5) \| 5 \| Gotye feat. Kimbra \| Somebody That I Used to Know Walter Andre E. De Backer, Luiz Bonfá \| – \| \| 19. Februar 2012 – 25. Februar 2012 1 Woche \| 1 \| DJ Fresh feat. Rita Ora \| Hot Right Now Daniel Stein, Sian Evans, Jonathan Shave, Jason Pebworth, George Astasio \| – \| \| 26. Februar 2012 – 24. März 2012 4 Wochen (insgesamt 5) \| 5 \| Gotye feat. Kimbra \| Somebody That I Used to Know Walter Andre E. De Backer, Luiz Bonfá \| – \| \| 25. März 2012 – 31. März 2012 1 Woche \| 1 \| Katy Perry \| Part of Me Katy Perry, Bonnie Leigh McKee, Max Martin, Lukasz Gottwald \| – \| \| 1. April 2012 – 7. April 2012 1 Woche \| 1 \| Chris Brown \| Turn Up the Music Damon E. Thomas, Harvey Jay Mason, Christopher Maurice Brown, Michael Jiminez, Terence Coles, Alexander Palmer, Jeannine Marie Mason, Andre Darrell Merritt, Greg Paul Stephen Bonnick, Leon Spencer Price, Hayden Chapman \| – \| \| 8. April 2012 – 5. Mai 2012 4 Wochen \| 4 \| Carly Rae Jepsen \| Call Me Maybe Joshua Keeler Ramsay, Carly Rae Jepsen, Tavish Crowe \| – \| \| 6. Mai 2012 – 12. Mai 2012 1 Woche \| 1 \| Tulisa \| Young Lorne Alistair Tennant, Richard Rawson, Peter Ibsen \| – \| \| 13. Mai 2012 – 26. Mai 2012 2 Wochen \| 2 \| Rita Ora feat. Tinie Tempah \| R.I.P. William Frederick Kennard, Saul Gregory Milton, Nneka-Lucia Egbuna, Aubrey Drake Graham, Patrick Junior Chukwuemka Okogwu, Mikkel Storleer Eriksen, Tor Erik Hermansen, Renee Wisdom, Farhad Samadzada \| – \| \| 27. Mai 2012 – 2. Juni 2012 1 Woche \| 1 \| Fun feat. Janelle Monáe \| We Are Young Nathaniel Joseph Ruess, Andrew Dost, Jack Michael Antonoff, Jeffrey Bhasker \| – \| \| 3. Juni 2012 – 9. Juni 2012 1 Woche \| 1 \| Rudimental feat. John Newman \| Feel the Love Amir Izadkhan, Kesi Dryden, Piers Sean Aggett, John William Peter Newman \| – \| \| 10. Juni 2012 – 16. Juni 2012 1 Woche \| 1 \| Gary Barlow & the Commonwealth Band \| Sing Musik: Andrew Lloyd Webber, Gary Barlow; Text: Gary Barlow \| – \| \| 17. Juni 2012 – 23. Juni 2012 1 Woche \| 1 \| Cheryl \| Call My Name Calvin Harris \| – \| \| 24. Juni 2012 – 30. Juni 2012 1 Woche (insgesamt 2) \| 2 \| Maroon 5 feat. Wiz Khalifa \| Payphone Ammar Malik, Benjamin Joseph Levin, Karl Johan Schuster, Cameron Jibril Thomaz, Adam Noah Levine, Daniel Thomas Omelio \| – \| \| 1. Juli 2012 – 7. Juli 2012 1 Woche \| 1 \| Will.i.am feat. Eva Simons \| This Is Love Max Martin, Sebastian Carmine Ingrosso, Mike Hamilton, William Adams, Steve Patrik Angello Jesefsson Fragogiannis, Eva M. Simons \| – \| \| 8. Juli 2012 – 14. Juli 2012 1 Woche (insgesamt 2) \| 2 \| Maroon 5 feat. Wiz Khalifa \| Payphone Ammar Malik, Benjamin Joseph Levin, Karl Johan Schuster, Cameron Jibril Thomaz, Adam Noah Levine, Daniel Thomas Omelio \| – \| \| 15. Juli 2012 – 4. August 2012 3 Wochen \| 3 \| Florence + the Machine \| Spectrum (Say My Name) Paul Richard Epworth, Florence Welch \| – \| \| 5. August 2012 – 18. August 2012 2 Wochen \| 2 \| Wiley feat. Ms D \| Heatwave Rodney Kubbirayi Hwingwiri, Richard Kylea Cowie, Dayo Olatunji \| – \| \| 19. August 2012 – 25. August 2012 1 Woche \| 1 \| Rita Ora \| How We Do (Party) Osten S. Harvey Jr., Bob West, Willie Hutch, Berry Gordy Jr., Hal Davis, Christopher Wallace, Bonnie Leigh McKee, Kelly Marie Sheehan, Andrew Harr, Jermain Jerrel Jackson, Andre Davidson, Sean Winston Davidson, Alexander Joseph Delicata \| – \| \| 26. August 2012 – 1. September 2012 1 Woche \| 1 \| Sam and the Womp \| Bom Bom Aaron Thomas Horn, Sam Ritchie, Bloem de Wilde, Raz Olsher, Nicholas Richard Bentley \| – \| \| 2. September 2012 – 8. September 2012 1 Woche \| 1 \| Little Mix \| Wings Iain James, Thomas Andrew Searle Barnes, Peter Norman Cullen Kelleher, Benjamin Alexander Kohn, Michelle Robin Lewis, Mischke J. Butler, Erika F. Nuri, Heidi Lissett Rojas, Perrie Louse Edwards, Jessica Louise Nelson, Leigh Anne Pinnock, Jade Amelia Thirlwall, Christopher Chrishan Dotson, Kyle Christopher \| – \| \| 9. September 2012 – 15. September 2012 1 Woche \| 1 \| Ne-Yo \| Let Me Love You (Until You Learn to Love Yourself) Shaffer Smith, Mike di Scala, Mikkel Storleer Eriksen, Tor Erik Hermansen, Sia Kate Furler, Mark Paul Hadfield \| – \| \| 16. September 2012 – 29. September 2012 2 Wochen \| 2 \| The Script feat. Will.i.am \| Hall of Fame Will Adams, James Barry, Daniel John O’Donoghue, Mark Anthony Sheehan \| – \| \| 30. September 2012 – 6. Oktober 2012 1 Woche \| 1 \| Psy \| Gangnam Style Yoo Gun-hyung, Park Jae-sang \| – \| \| 7. Oktober 2012 – 13. Oktober 2012 1 Woche \| 1 \| Rihanna \| Diamonds Benjamin Levin, Sia Kate Furler, Tor Erik Hermansen, Mikkel Storleer Eriksen \| – \| \| 14. Oktober 2012 – 20. Oktober 2012 1 Woche \| 1 \| Swedish House Mafia feat. John Martin \| Don’t You Worry Child Michel Henry Allan Zitron, Martin John Lindström, Axel Christofer Hedfors, Steve Angello, Sebastian Carmine Ingrosso \| – \| \| 21. Oktober 2012 – 27. Oktober 2012 1 Woche \| 1 \| Calvin Harris feat. Florence Welch \| Sweet Nothing Calvin Harris, Florence Welch, Tommy Hull \| – \| \| 28. Oktober 2012 – 3. November 2012 1 Woche \| 1 \| Labrinth feat. Emeli Sandé \| Beneath Your Beautiful Michael Robert Henrion Posner, Timothy Lee McKenzie, Emeli Sandé \| – \| \| 4. November 2012 – 17. November 2012 2 Wochen \| 2 \| Robbie Williams \| Candy Gary Barlow, Terje Olsen, Robert Peter Williams \| – \| \| 18. November 2012 – 24. November 2012 1 Woche \| 1 \| One Direction \| Little Things Edward Christopher Sheeran, Fiona Bevan \| – \| \| 25. November 2012 – 8. Dezember 2012 2 Wochen \| 2 \| Olly Murs feat. Flo Rida \| Troublemaker Claude Kelly, Steven Oliver Robson, Oliver Stanley Murs, Tramar Dillard, Breyan Stanley Isaac \| – \| \| 9. Dezember 2012 – 15. Dezember 2012 1 Woche \| 1 \| Gabrielle Aplin \| The Power of Love Holly Johnson, Mark William O’Toole, Peter Gill, Brian Philip Nash \| – \| \| 16. Dezember 2012 – 22. Dezember 2012 1 Woche (insgesamt 3) \| 3 \| James Arthur \| Impossible Ina Christine Wroldsen, Arnthor Birgisson \| – \| \| 23. Dezember 2012 – 29. Dezember 2012 1 Woche \| 1 \| The Justice Collective \| He Ain’t Heavy, He’s My Brother Musik: Bobby Scott; Text: Bob Russell \| – \| \| 30. Dezember 2012 – 12. Januar 2013 2 Wochen (insgesamt 3) \| 3 \| James Arthur \| Impossible Ina Christine Wroldsen, Arnthor Birgisson \| – \| |                                                     |                                                     | |                           |
| ← 2011 |                                                     |                                                     | | → 2013 →                  |
| Zeitraum | Wo. ges.                                            | Interpret                                           | Titel Autor(en) | Zusätzliche Informationen |
| (Zeitraum, Wochen auf Platz eins, Interpret, Titel, Autor[en], zusätzliche Informationen) |                                                     |                                                     | |                           |
| 1. Januar 2012 – 7. Januar 2012 1 Woche | 1                                                   | Coldplay                                            | Paradise Christopher Anthony John Martin, Guy Rupert Berryman, Jonathan Mark Buckland, William Champion, Brian Peter George Eno | –                         |
| 8. Januar 2012 – 14. Januar 2012 1 Woche | 1                                                   | Flo Rida                                            | Good Feeling Leroy Kirkland, Pearl Woods, Etta James, Tim Bergling, Lukasz Gottwald, Tramar Dillard, Breyan Stanley Isaac, Arash Andreas Pournouri, Henry Russell Walter | –                         |
| 15. Januar 2012 – 28. Januar 2012 2 Wochen | 2                                                   | Jessie J                                            | Domino Max Martin, Lukasz Gottwald, Henry Russell Walter, Jessica Ellen Cornish, Claude Kelly | –                         |
| 29. Januar 2012 – 4. Februar 2012 1 Woche | 1                                                   | Cover Drive                                         | Twilight Andreas Romdhane, Josef Larossi, Ina Christine Wroldsen, Karen Amanda Reifer, Thomas Ray Anthony Armstrong, Barry Patrick Hill, Jamar Angelo Harding | –                         |
| 5. Februar 2012 – 11. Februar 2012 1 Woche | 1                                                   | David Guetta feat. Sia                              | Titanium Musik: David Guetta, Giorgio Hesdey Tuinfort, Nick L. van de Wall; Text: Sia Kate Furler | –                         |
| 12. Februar 2012 – 18. Februar 2012 1 Woche (insgesamt 5) | 5                                                   | Gotye feat. Kimbra                                  | Somebody That I Used to Know Walter Andre E. De Backer, Luiz Bonfá | –                         |
| 19. Februar 2012 – 25. Februar 2012 1 Woche | 1                                                   | DJ Fresh feat. Rita Ora                             | Hot Right Now Daniel Stein, Sian Evans, Jonathan Shave, Jason Pebworth, George Astasio | –                         |
| 26. Februar 2012 – 24. März 2012 4 Wochen (insgesamt 5) | 5                                                   | Gotye feat. Kimbra                                  | Somebody That I Used to Know Walter Andre E. De Backer, Luiz Bonfá | –                         |
| 25. März 2012 – 31. März 2012 1 Woche | 1                                                   | Katy Perry                                          | Part of Me Katy Perry, Bonnie Leigh McKee, Max Martin, Lukasz Gottwald | –                         |
| 1. April 2012 – 7. April 2012 1 Woche | 1                                                   | Chris Brown                                         | Turn Up the Music Damon E. Thomas, Harvey Jay Mason, Christopher Maurice Brown, Michael Jiminez, Terence Coles, Alexander Palmer, Jeannine Marie Mason, Andre Darrell Merritt, Greg Paul Stephen Bonnick, Leon Spencer Price, Hayden Chapman                                                                             | –                         |
| 8. April 2012 – 5. Mai 2012 4 Wochen | 4                                                   | Carly Rae Jepsen                                    | Call Me Maybe Joshua Keeler Ramsay, Carly Rae Jepsen, Tavish Crowe | –                         |
| 6. Mai 2012 – 12. Mai 2012 1 Woche | 1                                                   | Tulisa                                              | Young Lorne Alistair Tennant, Richard Rawson, Peter Ibsen | –                         |
| 13. Mai 2012 – 26. Mai 2012 2 Wochen | 2                                                   | Rita Ora feat. Tinie Tempah                         | R.I.P. William Frederick Kennard, Saul Gregory Milton, Nneka-Lucia Egbuna, Aubrey Drake Graham, Patrick Junior Chukwuemka Okogwu, Mikkel Storleer Eriksen, Tor Erik Hermansen, Renee Wisdom, Farhad Samadzada | –                         |
| 27. Mai 2012 – 2. Juni 2012 1 Woche | 1                                                   | Fun feat. Janelle Monáe                             | We Are Young Nathaniel Joseph Ruess, Andrew Dost, Jack Michael Antonoff, Jeffrey Bhasker | –                         |
| 3. Juni 2012 – 9. Juni 2012 1 Woche | 1                                                   | Rudimental feat. John Newman                        | Feel the Love Amir Izadkhan, Kesi Dryden, Piers Sean Aggett, John William Peter Newman | –                         |
| 10. Juni 2012 – 16. Juni 2012 1 Woche | 1                                                   | Gary Barlow & the Commonwealth Band                 | Sing Musik: Andrew Lloyd Webber, Gary Barlow; Text: Gary Barlow | –                         |
| 17. Juni 2012 – 23. Juni 2012 1 Woche | 1                                                   | Cheryl                                              | Call My Name Calvin Harris | –                         |
| 24. Juni 2012 – 30. Juni 2012 1 Woche (insgesamt 2) | 2                                                   | Maroon 5 feat. Wiz Khalifa                          | Payphone Ammar Malik, Benjamin Joseph Levin, Karl Johan Schuster, Cameron Jibril Thomaz, Adam Noah Levine, Daniel Thomas Omelio | –                         |
| 1. Juli 2012 – 7. Juli 2012 1 Woche | 1                                                   | Will.i.am feat. Eva Simons                          | This Is Love Max Martin, Sebastian Carmine Ingrosso, Mike Hamilton, William Adams, Steve Patrik Angello Jesefsson Fragogiannis, Eva M. Simons | –                         |
| 8. Juli 2012 – 14. Juli 2012 1 Woche (insgesamt 2) | 2                                                   | Maroon 5 feat. Wiz Khalifa                          | Payphone Ammar Malik, Benjamin Joseph Levin, Karl Johan Schuster, Cameron Jibril Thomaz, Adam Noah Levine, Daniel Thomas Omelio | –                         |
| 15. Juli 2012 – 4. August 2012 3 Wochen | 3                                                   | Florence + the Machine                              | Spectrum (Say My Name) Paul Richard Epworth, Florence Welch | –                         |
| 5. August 2012 – 18. August 2012 2 Wochen | 2                                                   | Wiley feat. Ms D                                    | Heatwave Rodney Kubbirayi Hwingwiri, Richard Kylea Cowie, Dayo Olatunji | –                         |
| 19. August 2012 – 25. August 2012 1 Woche | 1                                                   | Rita Ora                                            | How We Do (Party) Osten S. Harvey Jr., Bob West, Willie Hutch, Berry Gordy Jr., Hal Davis, Christopher Wallace, Bonnie Leigh McKee, Kelly Marie Sheehan, Andrew Harr, Jermain Jerrel Jackson, Andre Davidson, Sean Winston Davidson, Alexander Joseph Delicata                                                           | –                         |
| 26. August 2012 – 1. September 2012 1 Woche | 1                                                   | Sam and the Womp                                    | Bom Bom Aaron Thomas Horn, Sam Ritchie, Bloem de Wilde, Raz Olsher, Nicholas Richard Bentley | –                         |
| 2. September 2012 – 8. September 2012 1 Woche | 1                                                   | Little Mix                                          | Wings Iain James, Thomas Andrew Searle Barnes, Peter Norman Cullen Kelleher, Benjamin Alexander Kohn, Michelle Robin Lewis, Mischke J. Butler, Erika F. Nuri, Heidi Lissett Rojas, Perrie Louse Edwards, Jessica Louise Nelson, Leigh Anne Pinnock, Jade Amelia Thirlwall, Christopher Chrishan Dotson, Kyle Christopher | –                         |
| 9. September 2012 – 15. September 2012 1 Woche | 1                                                   | Ne-Yo                                               | Let Me Love You (Until You Learn to Love Yourself) Shaffer Smith, Mike di Scala, Mikkel Storleer Eriksen, Tor Erik Hermansen, Sia Kate Furler, Mark Paul Hadfield | –                         |
| 16. September 2012 – 29. September 2012 2 Wochen | 2                                                   | The Script feat. Will.i.am                          | Hall of Fame Will Adams, James Barry, Daniel John O’Donoghue, Mark Anthony Sheehan | –                         |
| 30. September 2012 – 6. Oktober 2012 1 Woche | 1                                                   | Psy                                                 | Gangnam Style Yoo Gun-hyung, Park Jae-sang | –                         |
| 7. Oktober 2012 – 13. Oktober 2012 1 Woche | 1                                                   | Rihanna                                             | Diamonds Benjamin Levin, Sia Kate Furler, Tor Erik Hermansen, Mikkel Storleer Eriksen | –                         |
| 14. Oktober 2012 – 20. Oktober 2012 1 Woche | 1                                                   | Swedish House Mafia feat. John Martin               | Don’t You Worry Child Michel Henry Allan Zitron, Martin John Lindström, Axel Christofer Hedfors, Steve Angello, Sebastian Carmine Ingrosso | –                         |
| 21. Oktober 2012 – 27. Oktober 2012 1 Woche | 1                                                   | Calvin Harris feat. Florence Welch                  | Sweet Nothing Calvin Harris, Florence Welch, Tommy Hull | –                         |
| 28. Oktober 2012 – 3. November 2012 1 Woche | 1                                                   | Labrinth feat. Emeli Sandé                          | Beneath Your Beautiful Michael Robert Henrion Posner, Timothy Lee McKenzie, Emeli Sandé | –                         |
| 4. November 2012 – 17. November 2012 2 Wochen | 2                                                   | Robbie Williams                                     | Candy Gary Barlow, Terje Olsen, Robert Peter Williams | –                         |
| 18. November 2012 – 24. November 2012 1 Woche | 1                                                   | One Direction                                       | Little Things Edward Christopher Sheeran, Fiona Bevan | –                         |
| 25. November 2012 – 8. Dezember 2012 2 Wochen | 2                                                   | Olly Murs feat. Flo Rida                            | Troublemaker Claude Kelly, Steven Oliver Robson, Oliver Stanley Murs, Tramar Dillard, Breyan Stanley Isaac | –                         |
| 9. Dezember 2012 – 15. Dezember 2012 1 Woche | 1                                                   | Gabrielle Aplin                                     | The Power of Love Holly Johnson, Mark William O’Toole, Peter Gill, Brian Philip Nash | –                         |
| 16. Dezember 2012 – 22. Dezember 2012 1 Woche (insgesamt 3) | 3                                                   | James Arthur                                        | Impossible Ina Christine Wroldsen, Arnthor Birgisson | –                         |
| 23. Dezember 2012 – 29. Dezember 2012 1 Woche | 1                                                   | The Justice Collective                              | He Ain’t Heavy, He’s My Brother Musik: Bobby Scott; Text: Bob Russell | –                         |
| 30. Dezember 2012 – 12. Januar 2013 2 Wochen (insgesamt 3) | 3                                                   | James Arthur                                        | Impossible Ina Christine Wroldsen, Arnthor Birgisson | –                         |

## Alben
| ← 2011 ← | Liste der Nummer-eins-Hits in den britischen Charts | Liste der Nummer-eins-Hits in den britischen Charts | Liste der Nummer-eins-Hits in den britischen Charts | 2013 → |
| \| Zeitraum \| Wo. ges. \| Interpret \| Titel \| Zusätzliche Informationen \| \| (Zeitraum, Wochen auf Platz eins, Interpret, Titel, zusätzliche Informationen) \| \| \| \| \| \| ------------------------------------------------------------------------------ \| -------- \| ----------------------------------- \| --------------------------- \| ----------------------------------------------------------------------------------------------------------------------------------------------------------------------------------------- \| \| 1. Januar 2012 – 7. Januar 2012 1 Woche (insgesamt 3) \| 3 \| Ed Sheeran \| + \| – \| \| 8. Januar 2012 – 14. Januar 2012 1 Woche (insgesamt 23) \| 23 \| Adele \| 21 \| – \| \| 15. Januar 2012 – 21. Januar 2012 1 Woche (insgesamt 2) \| 2 \| Bruno Mars \| Doo-Wops & Hooligans \| – \| \| 22. Januar 2012 – 28. Januar 2012 1 Woche (insgesamt 23) \| 23 \| Adele \| 21 \| – \| \| 29. Januar 2012 – 4. Februar 2012 1 Woche (insgesamt 3) \| 3 \| Ed Sheeran \| + \| – \| \| 5. Februar 2012 – 18. Februar 2012 2 Wochen \| 2 \| Lana Del Rey \| Born to Die \| – \| \| 19. Februar 2012 – 25. Februar 2012 1 Woche (insgesamt 10) \| 10 \| Emeli Sandé \| Our Version of Events \| – \| \| 26. Februar 2012 – 3. März 2012 1 Woche (insgesamt 23) \| 23 \| Adele \| 21 \| – \| \| 4. März 2012 – 10. März 2012 1 Woche (insgesamt 10) \| 10 \| Emeli Sandé \| Our Version of Events \| – \| \| 11. März 2012 – 17. März 2012 1 Woche \| 1 \| Bruce Springsteen \| Wrecking Ball \| – \| \| 18. März 2012 – 24. März 2012 1 Woche \| 1 \| Military Wives \| In My Dreams \| – \| \| 25. März 2012 – 31. März 2012 1 Woche \| 1 \| Paul Weller \| Sonik Kicks \| – \| \| 1. April 2012 – 7. April 2012 1 Woche \| 1 \| Madonna \| MDNA \| Für Madonna ist dies bereits das 12. Nummer-eins-Album in den britischen Charts, womit sie die Solointerpretin ist, die am häufigsten die Spitze der Album-Charts erreichen konnte.[1][2] \| \| 8. April 2012 – 14. April 2012 1 Woche \| 1 \| Nicki Minaj \| Pink Friday: Roman Reloaded \| – \| \| 15. April 2012 – 28. April 2012 2 Wochen (insgesamt 23) \| 23 \| Adele \| 21 \| – \| \| 29. April 2012 – 5. Mai 2012 1 Woche \| 1 \| Jack White \| Blunderbuss \| – \| \| 6. Mai 2012 – 12. Mai 2012 1 Woche \| 1 \| Marina and the Diamonds \| Electra Heart \| – \| \| 13. Mai 2012 – 26. Mai 2012 2 Wochen \| 2 \| Keane \| Strangeland \| – \| \| 27. Mai 2012 – 2. Juni 2012 1 Woche (insgesamt 10) \| 10 \| Emeli Sandé \| Our Version of Events \| – \| \| 3. Juni 2012 – 23. Juni 2012 3 Wochen \| 3 \| Gary Barlow & the Commonwealth Band \| Sing \| – \| \| 24. Juni 2012 – 30. Juni 2012 1 Woche \| 1 \| Justin Bieber \| Believe \| – \| \| 1. Juli 2012 – 7. Juli 2012 1 Woche \| 1 \| Linkin Park \| Living Things \| – \| \| 8. Juli 2012 – 14. Juli 2012 1 Woche \| 1 \| Chris Brown \| Fortune \| – \| \| 15. Juli 2012 – 21. Juli 2012 1 Woche \| 1 \| Newton Faulkner \| Write It on Your Skin \| – \| \| 22. Juli 2012 – 28. Juli 2012 1 Woche \| 1 \| Elton John vs. Pnau \| Good Morning to the Night \| – \| \| 29. Juli 2012 – 4. August 2012 1 Woche \| 1 \| Plan B \| Ill Manors \| – \| \| 5. August 2012 – 11. August 2012 1 Woche \| 1 \| Conor Maynard \| Contrast \| – \| \| 12. August 2012 – 18. August 2012 1 Woche (insgesamt 2) \| 2 \| Rihanna \| Talk That Talk \| – \| \| 19. August 2012 – 1. September 2012 2 Wochen (insgesamt 10) \| 10 \| Emeli Sandé \| Our Version of Events \| – \| \| 2. September 2012 – 8. September 2012 1 Woche \| 1 \| Rita Ora \| Ora \| – \| \| 9. September 2012 – 15. September 2012 1 Woche \| 1 \| The Vaccines \| Come of Age \| – \| \| 16. September 2012 – 22. September 2012 1 Woche \| 1 \| The xx \| Coexist \| – \| \| 23. September 2012 – 29. September 2012 1 Woche \| 1 \| The Killers \| Battle Born \| – \| \| 30. September 2012 – 6. Oktober 2012 1 Woche (insgesamt 3) \| 3 \| Mumford & Sons \| Babel \| – \| \| 7. Oktober 2012 – 13. Oktober 2012 1 Woche \| 1 \| Muse \| The 2nd Law \| – \| \| 14. Oktober 2012 – 20. Oktober 2012 1 Woche (insgesamt 3) \| 3 \| Mumford & Sons \| Babel \| – \| \| 21. Oktober 2012 – 27. Oktober 2012 1 Woche \| 1 \| Jake Bugg \| Jake Bugg \| – \| \| 28. Oktober 2012 – 3. November 2012 1 Woche \| 1 \| Taylor Swift \| Red \| – \| \| 4. November 2012 – 10. November 2012 1 Woche (insgesamt 2) \| 2 \| Calvin Harris \| 18 Months \| – \| \| 11. November 2012 – 17. November 2012 1 Woche \| 1 \| Robbie Williams \| Take the Crown \| – \| \| 18. November 2012 – 24. November 2012 1 Woche \| 1 \| One Direction \| Take Me Home \| – \| \| 25. November 2012 – 1. Dezember 2012 1 Woche \| 1 \| Rihanna \| Unapologetic \| – \| \| 2. Dezember 2012 – 15. Dezember 2012 2 Wochen \| 2 \| Olly Murs \| Right Place, Right Time \| – \| \| 16. Dezember 2012 – 22. Dezember 2012 1 Woche \| 1 \| Bruno Mars \| Unorthodox Jukebox \| – \| \| 23. Dezember 2012 – 5. Januar 2013 2 Wochen (insgesamt 10) \| 10 \| Emeli Sandé \| Our Version of Events \| – \| |                                                     |                                                     |                                                     | |
| ← 2011 |                                                     |                                                     |                                                     | → 2013 → |
| Zeitraum | Wo. ges.                                            | Interpret                                           | Titel                                               | Zusätzliche Informationen |
| (Zeitraum, Wochen auf Platz eins, Interpret, Titel, zusätzliche Informationen) |                                                     |                                                     |                                                     | |
| 1. Januar 2012 – 7. Januar 2012 1 Woche (insgesamt 3) | 3                                                   | Ed Sheeran                                          | +                                                   | – |
| 8. Januar 2012 – 14. Januar 2012 1 Woche (insgesamt 23) | 23                                                  | Adele                                               | 21                                                  | – |
| 15. Januar 2012 – 21. Januar 2012 1 Woche (insgesamt 2) | 2                                                   | Bruno Mars                                          | Doo-Wops & Hooligans                                | – |
| 22. Januar 2012 – 28. Januar 2012 1 Woche (insgesamt 23) | 23                                                  | Adele                                               | 21                                                  | – |
| 29. Januar 2012 – 4. Februar 2012 1 Woche (insgesamt 3) | 3                                                   | Ed Sheeran                                          | +                                                   | – |
| 5. Februar 2012 – 18. Februar 2012 2 Wochen | 2                                                   | Lana Del Rey                                        | Born to Die                                         | – |
| 19. Februar 2012 – 25. Februar 2012 1 Woche (insgesamt 10) | 10                                                  | Emeli Sandé                                         | Our Version of Events                               | – |
| 26. Februar 2012 – 3. März 2012 1 Woche (insgesamt 23) | 23                                                  | Adele                                               | 21                                                  | – |
| 4. März 2012 – 10. März 2012 1 Woche (insgesamt 10) | 10                                                  | Emeli Sandé                                         | Our Version of Events                               | – |
| 11. März 2012 – 17. März 2012 1 Woche | 1                                                   | Bruce Springsteen                                   | Wrecking Ball                                       | – |
| 18. März 2012 – 24. März 2012 1 Woche | 1                                                   | Military Wives                                      | In My Dreams                                        | – |
| 25. März 2012 – 31. März 2012 1 Woche | 1                                                   | Paul Weller                                         | Sonik Kicks                                         | – |
| 1. April 2012 – 7. April 2012 1 Woche | 1                                                   | Madonna                                             | MDNA                                                | Für Madonna ist dies bereits das 12. Nummer-eins-Album in den britischen Charts, womit sie die Solointerpretin ist, die am häufigsten die Spitze der Album-Charts erreichen konnte. |
| 8. April 2012 – 14. April 2012 1 Woche | 1                                                   | Nicki Minaj                                         | Pink Friday: Roman Reloaded                         | – |
| 15. April 2012 – 28. April 2012 2 Wochen (insgesamt 23) | 23                                                  | Adele                                               | 21                                                  | – |
| 29. April 2012 – 5. Mai 2012 1 Woche | 1                                                   | Jack White                                          | Blunderbuss                                         | – |
| 6. Mai 2012 – 12. Mai 2012 1 Woche | 1                                                   | Marina and the Diamonds                             | Electra Heart                                       | – |
| 13. Mai 2012 – 26. Mai 2012 2 Wochen | 2                                                   | Keane                                               | Strangeland                                         | – |
| 27. Mai 2012 – 2. Juni 2012 1 Woche (insgesamt 10) | 10                                                  | Emeli Sandé                                         | Our Version of Events                               | – |
| 3. Juni 2012 – 23. Juni 2012 3 Wochen | 3                                                   | Gary Barlow & the Commonwealth Band                 | Sing                                                | – |
| 24. Juni 2012 – 30. Juni 2012 1 Woche | 1                                                   | Justin Bieber                                       | Believe                                             | – |
| 1. Juli 2012 – 7. Juli 2012 1 Woche | 1                                                   | Linkin Park                                         | Living Things                                       | – |
| 8. Juli 2012 – 14. Juli 2012 1 Woche | 1                                                   | Chris Brown                                         | Fortune                                             | – |
| 15. Juli 2012 – 21. Juli 2012 1 Woche | 1                                                   | Newton Faulkner                                     | Write It on Your Skin                               | – |
| 22. Juli 2012 – 28. Juli 2012 1 Woche | 1                                                   | Elton John vs. Pnau                                 | Good Morning to the Night                           | – |
| 29. Juli 2012 – 4. August 2012 1 Woche | 1                                                   | Plan B                                              | Ill Manors                                          | – |
| 5. August 2012 – 11. August 2012 1 Woche | 1                                                   | Conor Maynard                                       | Contrast                                            | – |
| 12. August 2012 – 18. August 2012 1 Woche (insgesamt 2) | 2                                                   | Rihanna                                             | Talk That Talk                                      | – |
| 19. August 2012 – 1. September 2012 2 Wochen (insgesamt 10) | 10                                                  | Emeli Sandé                                         | Our Version of Events                               | – |
| 2. September 2012 – 8. September 2012 1 Woche | 1                                                   | Rita Ora                                            | Ora                                                 | – |
| 9. September 2012 – 15. September 2012 1 Woche | 1                                                   | The Vaccines                                        | Come of Age                                         | – |
| 16. September 2012 – 22. September 2012 1 Woche | 1                                                   | The xx                                              | Coexist                                             | – |
| 23. September 2012 – 29. September 2012 1 Woche | 1                                                   | The Killers                                         | Battle Born                                         | – |
| 30. September 2012 – 6. Oktober 2012 1 Woche (insgesamt 3) | 3                                                   | Mumford & Sons                                      | Babel                                               | – |
| 7. Oktober 2012 – 13. Oktober 2012 1 Woche | 1                                                   | Muse                                                | The 2nd Law                                         | – |
| 14. Oktober 2012 – 20. Oktober 2012 1 Woche (insgesamt 3) | 3                                                   | Mumford & Sons                                      | Babel                                               | – |
| 21. Oktober 2012 – 27. Oktober 2012 1 Woche | 1                                                   | Jake Bugg                                           | Jake Bugg                                           | – |
| 28. Oktober 2012 – 3. November 2012 1 Woche | 1                                                   | Taylor Swift                                        | Red                                                 | – |
| 4. November 2012 – 10. November 2012 1 Woche (insgesamt 2) | 2                                                   | Calvin Harris                                       | 18 Months                                           | – |
| 11. November 2012 – 17. November 2012 1 Woche | 1                                                   | Robbie Williams                                     | Take the Crown                                      | – |
| 18. November 2012 – 24. November 2012 1 Woche | 1                                                   | One Direction                                       | Take Me Home                                        | – |
| 25. November 2012 – 1. Dezember 2012 1 Woche | 1                                                   | Rihanna                                             | Unapologetic                                        | – |
| 2. Dezember 2012 – 15. Dezember 2012 2 Wochen | 2                                                   | Olly Murs                                           | Right Place, Right Time                             | – |
| 16. Dezember 2012 – 22. Dezember 2012 1 Woche | 1                                                   | Bruno Mars                                          | Unorthodox Jukebox                                  | – |
| 23. Dezember 2012 – 5. Januar 2013 2 Wochen (insgesamt 10) | 10                                                  | Emeli Sandé                                         | Our Version of Events                               | – |

Die Angaben basieren auf den offiziellen Verkaufshitparaden der Official UK Charts Company für das Vereinigte Königreich. Die Datumsangaben beziehen sich auf das Gültigkeitsdatum der Charts, also jeweils die auf die Verkaufswoche folgende Woche.

## Jahreshitparaden
| ← 2011 ← | Liste der Nummer-eins-Hits in den britischen Charts | Liste der Nummer-eins-Hits in den britischen Charts | Liste der Nummer-eins-Hits in den britischen Charts | 2013 →   |
| \| Singles \| Position# \| Alben \| \| -------------------------------------------------------------------------------------------------------------------------------------------------------------------------------------------------------- \| --------- \| --------------------------------- \| \| Somebody That I Used to Know Gotye feat. Kimbra Walter Andre E. De Backer, Luiz Bonfá \| 1 \| Our Version of Events Emeli Sandé \| \| Call Me Maybe Carly Rae Jepsen Joshua Keeler Ramsay, Carly Rae Jepsen, Tavish Crowe \| 2 \| 21 Adele \| \| We Are Young Fun feat. Janelle Monáe Nathaniel Joseph Ruess, Andrew Dost, Jack Michael Antonoff, Jeffrey Bhasker \| 3 \| + Ed Sheeran \| \| Titanium David Guetta feat. Sia Musik: David Guetta, Giorgio Hesdey Tuinfort, Nick L. van de Wall; Text: Sia Kate Furler \| 4 \| Born to Die Lana Del Rey \| \| Impossible James Arthur Ina Christine Wroldsen, Arnthor Birgisson \| 5 \| Take Me Home One Direction \| \| Gangnam Style Psy Yoo Gun-hyung, Park Jae-sang \| 6 \| Babel Mumford & Sons \| \| Starships Nicki Minaj Rami Yacoub, Wayne Hector, Onika Tanya Maraj, Carl Anthony Falk, Nadir Khayat \| 7 \| Right Place, Right Time Olly Murs \| \| Domino Jessie J Max Martin, Lukasz Gottwald, Henry Russell Walter, Jessica Ellen Cornish, Claude Kelly \| 8 \| Christmas Michael Bublé \| \| Payphone Maroon 5 feat. Wiz Khalifa Ammar Malik, Benjamin Joseph Levin, Karl Johan Schuster, Cameron Jibril Thomaz, Adam Noah Levine, Daniel Thomas Omelio \| 9 \| Mylo Xyloto Coldplay \| \| Wild Ones Flo Rida feat. Sia Raphaël David Judrin, Pierre-Antoine Joseph Michel Melki, Jacob Elisha Luttrell, Marcus Cooper, Benjamin Maddahi, Tramar Dillard, Axel Christofer Hedfords, Sia Kate Furler \| 10 \| Unapologetic Rihanna \| |                                                     |                                                     |                                                     |          |
| ← 2011 |                                                     |                                                     |                                                     | → 2013 → |
| Singles | Position#                                           | Alben                                               |                                                     |          |
| Somebody That I Used to Know Gotye feat. Kimbra Walter Andre E. De Backer, Luiz Bonfá | 1                                                   | Our Version of Events Emeli Sandé                   |                                                     |          |
| Call Me Maybe Carly Rae Jepsen Joshua Keeler Ramsay, Carly Rae Jepsen, Tavish Crowe | 2                                                   | 21 Adele                                            |                                                     |          |
| We Are Young Fun feat. Janelle Monáe Nathaniel Joseph Ruess, Andrew Dost, Jack Michael Antonoff, Jeffrey Bhasker | 3                                                   | + Ed Sheeran                                        |                                                     |          |
| Titanium David Guetta feat. Sia Musik: David Guetta, Giorgio Hesdey Tuinfort, Nick L. van de Wall; Text: Sia Kate Furler | 4                                                   | Born to Die Lana Del Rey                            |                                                     |          |
| Impossible James Arthur Ina Christine Wroldsen, Arnthor Birgisson | 5                                                   | Take Me Home One Direction                          |                                                     |          |
| Gangnam Style Psy Yoo Gun-hyung, Park Jae-sang | 6                                                   | Babel Mumford & Sons                                |                                                     |          |
| Starships Nicki Minaj Rami Yacoub, Wayne Hector, Onika Tanya Maraj, Carl Anthony Falk, Nadir Khayat | 7                                                   | Right Place, Right Time Olly Murs                   |                                                     |          |
| Domino Jessie J Max Martin, Lukasz Gottwald, Henry Russell Walter, Jessica Ellen Cornish, Claude Kelly | 8                                                   | Christmas Michael Bublé                             |                                                     |          |
| Payphone Maroon 5 feat. Wiz Khalifa Ammar Malik, Benjamin Joseph Levin, Karl Johan Schuster, Cameron Jibril Thomaz, Adam Noah Levine, Daniel Thomas Omelio | 9                                                   | Mylo Xyloto Coldplay                                |                                                     |          |
| Wild Ones Flo Rida feat. Sia Raphaël David Judrin, Pierre-Antoine Joseph Michel Melki, Jacob Elisha Luttrell, Marcus Cooper, Benjamin Maddahi, Tramar Dillard, Axel Christofer Hedfords, Sia Kate Furler | 10                                                  | Unapologetic Rihanna                                |                                                     |          |